# Mesalina ercolinii
Mesalina ercolinii là một loài thằn lằn trong họ Lacertidae. Loài này được Lanza & Poggesi mô tả khoa học đầu tiên năm 1975.